# Guido Podestà
Guido Podestà (ur. 1 kwietnia 1947 w Mediolanie) – włoski polityk, w latach 1994–2009 poseł do Parlamentu Europejskiego, prezydent prowincji Mediolan (2009–2014).

## Życiorys
Ukończył studia z zakresu architektury na Politechnice Mediolańskiej. W połowie lat 70. związał się zawodowo z koncernem medialnym Silvia Berlusconiego.
W 1994 jako kandydat powstałego w tym samym roku ugrupowania Forza Italia uzyskał mandat deputowanego do Parlamentu Europejskiego. W 1999 i 2004 odnawiał go na kolejne kadencje. W PE zasiadał m.in. w grupie Europejskiej Partii Ludowej i Europejskich Demokratów, pracował w komisjach gospodarczych, w okresie 1997–2004 był wiceprzewodniczącym Europarlamentu.
W 2009 został wybrany (z rekomendacji powołanego m.in. na bazie FI Ludu Wolności) na prezydenta prowincji Mediolan na pięcioletnią kadencję. W rezultacie nie kandydował w wyborach europejskich w tym samym roku. W 2013 dołączył do Nowej Centroprawicy.